# Племянник чародея
«Племя́нник чароде́я» (англ. The Magician’s Nephew) — роман Клайва Стейплза Льюиса, шестая по счёту из 7 книг «Хроник Нарнии» (и первая по внутренней хронологии). Впервые опубликована в 1955 году. Посвящена семье Килмеров.
Книга является предысторией остальных; в ней Льюис объясняет, как появилась Нарния, как в неё попала Белая Колдунья, и почему дети смогли попасть в Нарнию через Платяной шкаф. Белая Колдунья фигурирует в этой книге под именем Джадис, что в переводе с персидского означает «ведьма».

## Сюжет
Примерный рубеж XIX-XX веков. Полли Пламмер живёт в Лондоне, рядом с домом, где с недавнего времени был вынужден поселиться мальчик Дигори Кёрк. Мать Дигори больна, поэтому он живёт у своих тёти и дяди (сестры и брата). Полли удивляется появлению в соседнем садике мальчика, ведь она знала, что мисс Кеттерли — старая дева, а мистер Кеттерли — старый холостяк. Дигора рассказывает почти сквозь слёзы, что его папа уехал служить в Индию, а мама тяжело болеет. Тётя Летти умна, ласкова и в меру строга, но дядя Эндрю — человек со странностями. Дигори не понимает, почему в комнату дяди входить запрещено, пока однажды по ошибке он не попадает туда вместе с Полли. Оказывается, дядя Эндрю был чародеем, не особенно преуспевшим в этой области, однако он сумел создать кольца, которые уносят из нашего мира любого, кто их касается. Куда уносят кольца, дядя не знает, а узнать хочет. Поэтому он обманом заставляет Полли взять кольцо, а Дигори вынуждает отправиться за ней, чтобы помочь ей вернуться.
Дети попадают в Лес-между-мирами, в котором располагаются бесчисленные пруды. В каждом из них есть путь в другой мир, почти такой же, как наш. Из любопытства они отправляются взглянуть на первый попавшийся мир, и им оказывается Чарн. Чарн мрачен и почти пуст, но когда-то он был обитаем. Дигори и Полли случайно заходят во дворец со спящими правителями и маленьким колокольчиком. Дигори, поддаваясь соблазну и любопытству, звонит в него, ещё не зная, что это принесёт много неприятностей. Это пробуждает последнюю правительницу Чарна — Джадис, жестокую и могущественную колдунью. Она сама погрузила себя в сон, как делали её предки, пока кто-нибудь не позвонит в колокол. Вместе с детьми она попадает обратно в Лондон.
Оказывается, что в нашем мире Джадис не может колдовать, но вся её физическая сила остаётся при ней. Джадис отправляется «на завоевание города», а дядя Эндрю сопровождает её, желая угодить. В это время Полли и Дигори, пусть и по отдельности, пытаются придумать, как прогнать её отсюда. Поэтому, когда колдунья возвращается, они уже вместе ждут её с кольцами наготове. В суматохе вместе с Джадис и детьми отправляются дядя Эндрю, кебмен Фрэнк и его лошадь. Так они попадают в новый мир, который ещё только создаётся. Создаётся он песней. Сначала появляется земля, потом небо, звёзды, солнце, растения, а в конце говорящие животные, фавны, гномы, нимфы и другие сказочные создания. Становится очевидно, что поёт эту песню лев, могучий и царственный. Пока песня ещё звучит в воздухе, мир оживает и растёт, и даже из обломка фонарного столба из Лондона, который Джадис попыталась бросить в льва, вырастает Фонарный столб. Джадис убегает прочь.
Лев, Аслан, заговаривает с прибывшими сюда людьми. Он рассказывает им о том, что это созданная им страна Нарния, и о том, что вместе с колдуньей в страну попало зло. Раз «сын Адама и Евы» принёс его в Нарнию, то «дети Адама и Евы» и обязаны помочь его удержать. Для этого Аслан посылает Полли и Дигори принести яблоко из чудесного сада. Из этого яблока вырастет дерево, что сможет защитить Нарнию от многих бед. После того, как дети отправляются в путь на получившей крылья лошади, Аслан призывает из нашего мира жену кебмена и коронует супругов первыми правителями Нарнии.
Тем временем Полли и Дигори достигают сада, где растут Яблоки Вечной Молодости. Здесь Дигори ждёт испытание: он встречает Джадис, которая пришла за яблоком для себя и уже его съела. Теперь она уговаривает Дигори взять одно для него или для его больной матери, говоря, что это пойдёт ему или ей на пользу. Но Дигори отказывается, справедливо полагая, что колдунья хочет обмануть его, и срывает только одно яблоко — для Аслана. Он, Полли и лошадь улетают обратно, где их ждут Лев и прочие, а колдунья отправляется в известном только ей направлении. Из посаженного яблока почти сразу же вырастает то самое защитное дерево, и одно яблоко с этого дерева получает Дигори как дар. Аслан объясняет, что тот, кто срывает это яблоко для себя, получает не только бессмертие, но и бесконечные муки, и лишь получивший его от другого — если и не бессмертие, то, по крайней мере, крепкое здоровье и счастье до конца дней.
Дети возвращаются в Англию, мать Дигори выздоравливает благодаря яблоку. Дигори и Полли зарывают все магические кольца в землю, а дядя Эндрю навсегда оставляет колдовство. У отца Дигори неожиданно умирает двоюродный дед, завещавший ему титул и поместье, поэтому семья Дигори переезжает туда, забрав дядю Эндрю с собой, чтобы «бедная Летти могла от него отдохнуть». Из сердцевины яблока, посаженного Дигори в саду их лондонского дома, вырастает другое дерево, хотя и обыкновенное. Через много лет, после того, как его ломает буря, Дигори, уже выросший и ставший профессором Кёрком, заказывает из него платяной шкаф и перевозит к себе в поместье. Именно он впоследствии приведёт других детей, детей Певенси, из нашего мира в Нарнию.

## Персонажи
- Дигори Кёрк — мальчик, которому пришлось остаться в Лондоне из-за болезни матери
- Полли Пламмер — его соседка и подруга
- Дядя Эндрю — дядя Дигори, обманом отправивший Полли и Дигори в Лес-между-мирами
- Тётя Летти — тётя Дигори, сестра дяди Эндрю
- Джадис — последняя королева Чарна
- Аслан — Лев, создавший Нарнию
- Фрэнк — кебмен, случайно попавший в Нарнию вместе с Дигори, Полли и Джадис; первый король Нарнии (под именем Франциск)
- Земляничка — лошадь кебмена, Стрела; первая нарнийская крылатая лошадь
- Нелли — жена кебмена; первая королева Нарнии (под именем Елена)
- Миссис Кёрк — мама Дигори, младшая сестра его тёти и дяди

## Влияние
- Иггдрасиль